# Liste des propriétés de l'English Heritage
Cette page donne la liste des propriétés de l'English Heritage, l’organisme public indépendant chargé de la gestion du patrimoine historique en Angleterre. L'English Heritage les classe selon les régions anglaises, puis selon les comtés cérémoniaux.

## Angleterre de l'Est

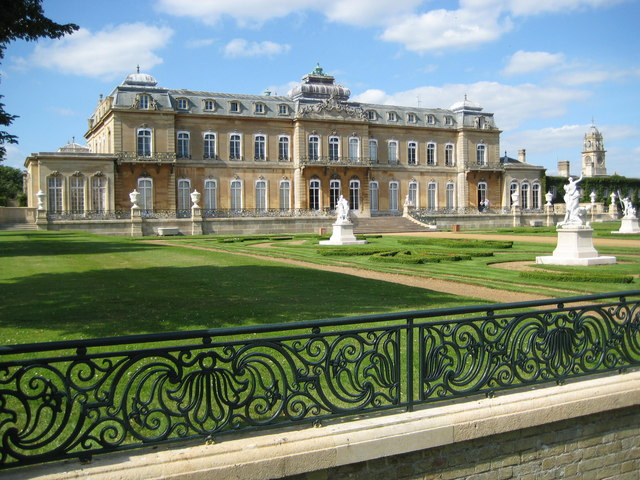
Le parc Wrest, vu depuis le sud

### Bedfordshire
- le prieuré de Bushmead (en)
- le mausolée De-Grey (en)
- la Houghton House
- Wrest Park

### Cambridgeshire

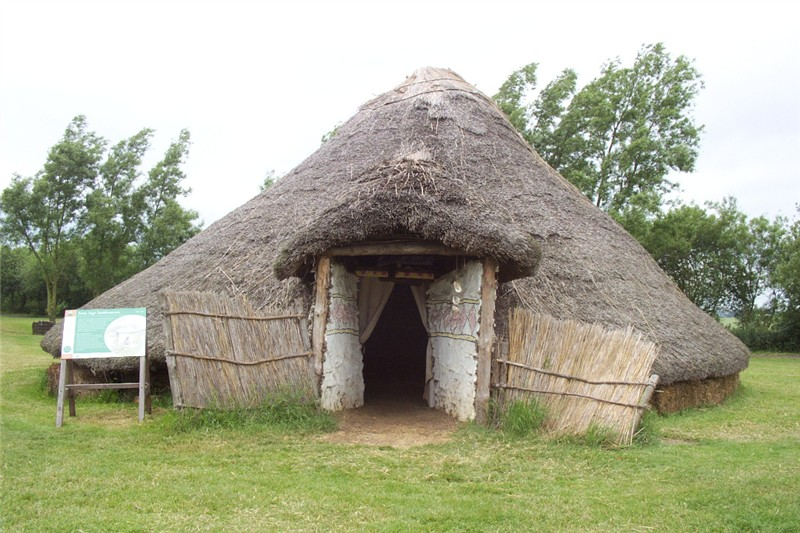
Reconstitution d’une hutte, à Flag Fen

- l’abbaye de Denny
- la chapelle de Duxford (en)

- le site de fouilles de Flag Fen
- l’abbaye d’Isleham (en)
- la tour de Longthorpe

### Essex
- la villa Audley End
- le château de Hadleigh (en)
- le manoir Hill Hall
- le site préhistorique de la ville de Lexden (en)
- les tours de Mistley (en)

- la grange Prior's Hall Barn à Widdington
- le prieuré Saint Botolph

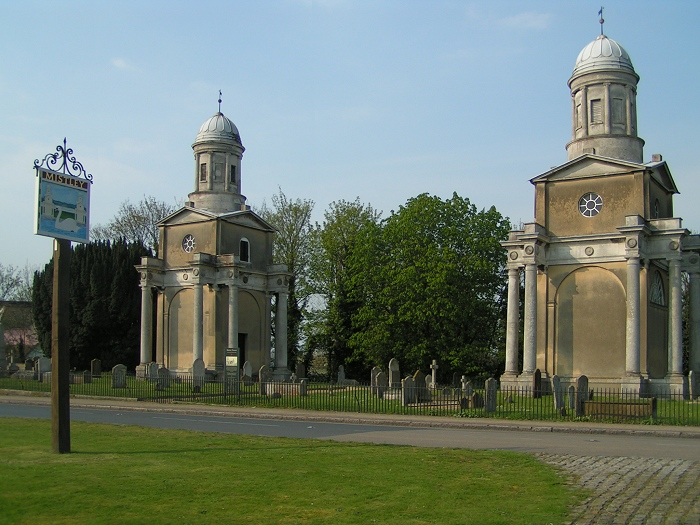
Les

- le portail, seul vestige de l’abbaye Saint-Jean (en) à Colchester
- le fort de Tilbury (en)
- l’abbaye de Waltham

### Hertfordshire

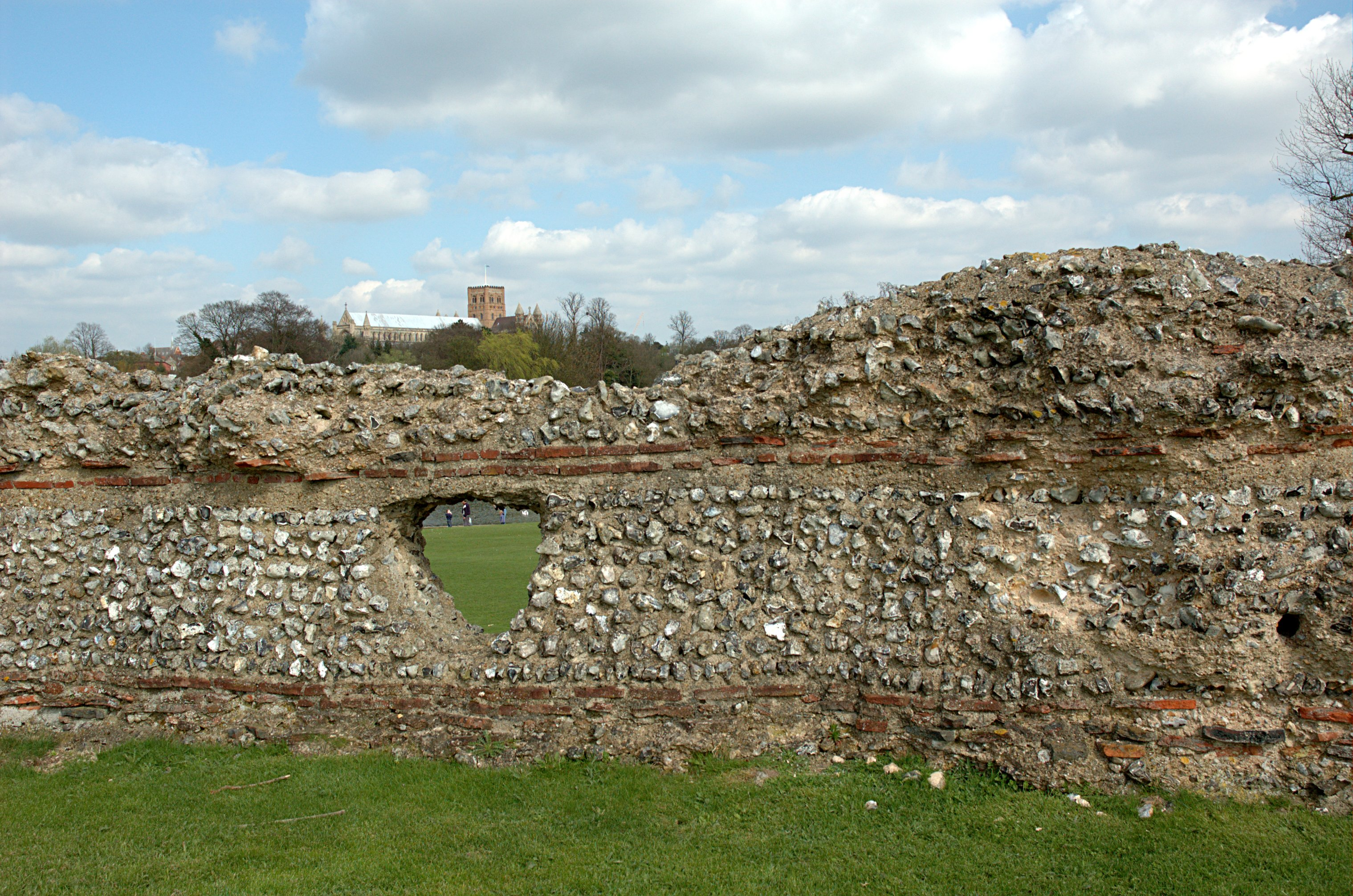
Vestiges du camp romain de Verulamium

- le château de Berkhamsted
- la villa Old Gorhambury (en)
- les ruines de Verulamium

### Norfolk
- le château de Baconsthorpe (en)
- le moulin à vent de Berney Arms (en)
- le prieuré de Binham
- la croix du Marché de Binham
- la maison des guildes (guildhall) de Blakeney
- le château de Burgh
- le site romain de Caister-on-Sea
- la basse-cour de Castle Acre
- le château de Castle Acre
- le prieuré de Castle Acre

- le château de Castle Rising

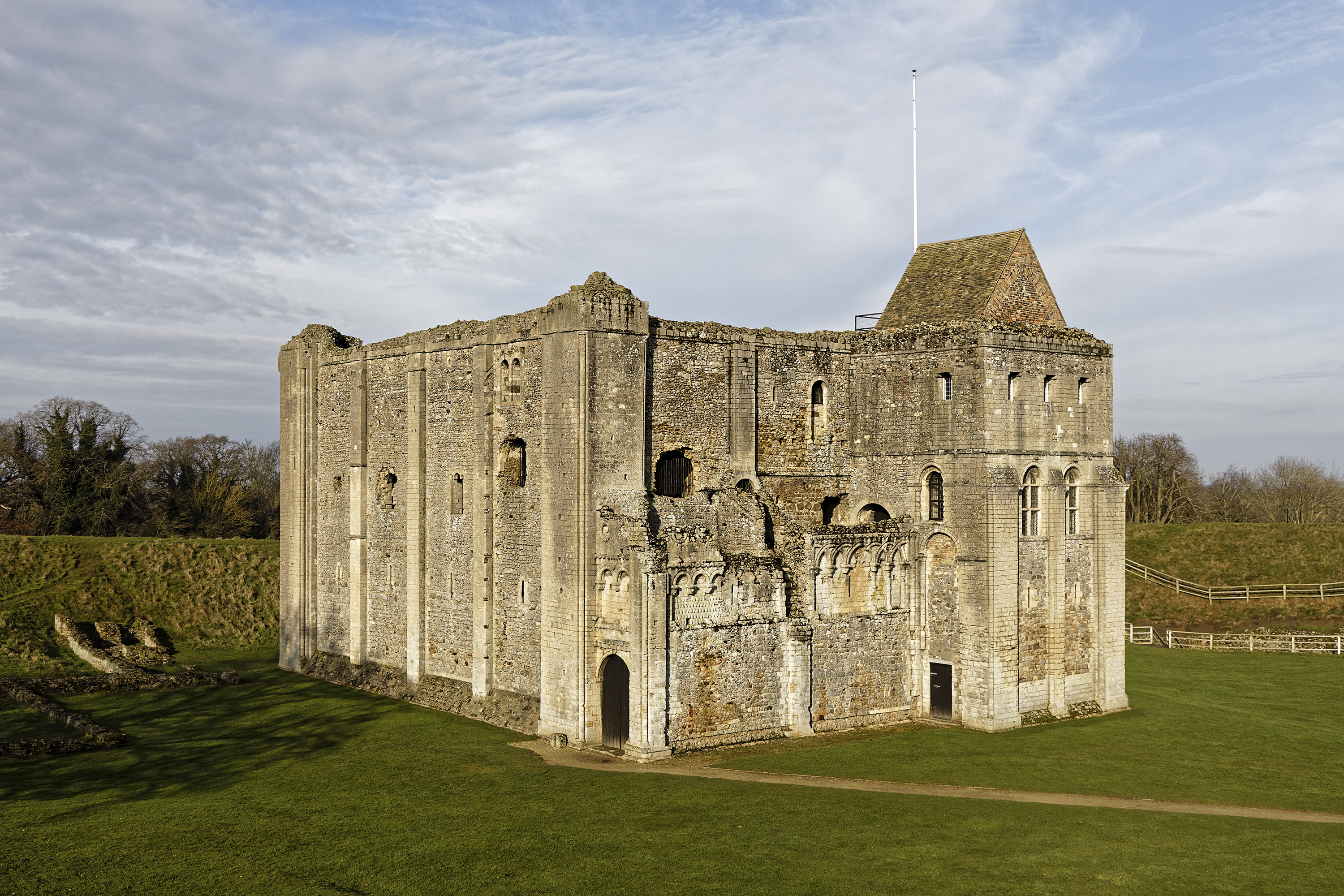
Le château de Castle Rising

- l’église du Saint-Sépulcre de Thetford
- la Cow Tower (en) à Norwich
- l’abbaye de Creake (en)
- les maisons de marchand de Great Yarmouth (en)
- le cloître franciscain de Great Yarmouth
- les minières de silex de Grime's Graves (en), de l’époque néolithique

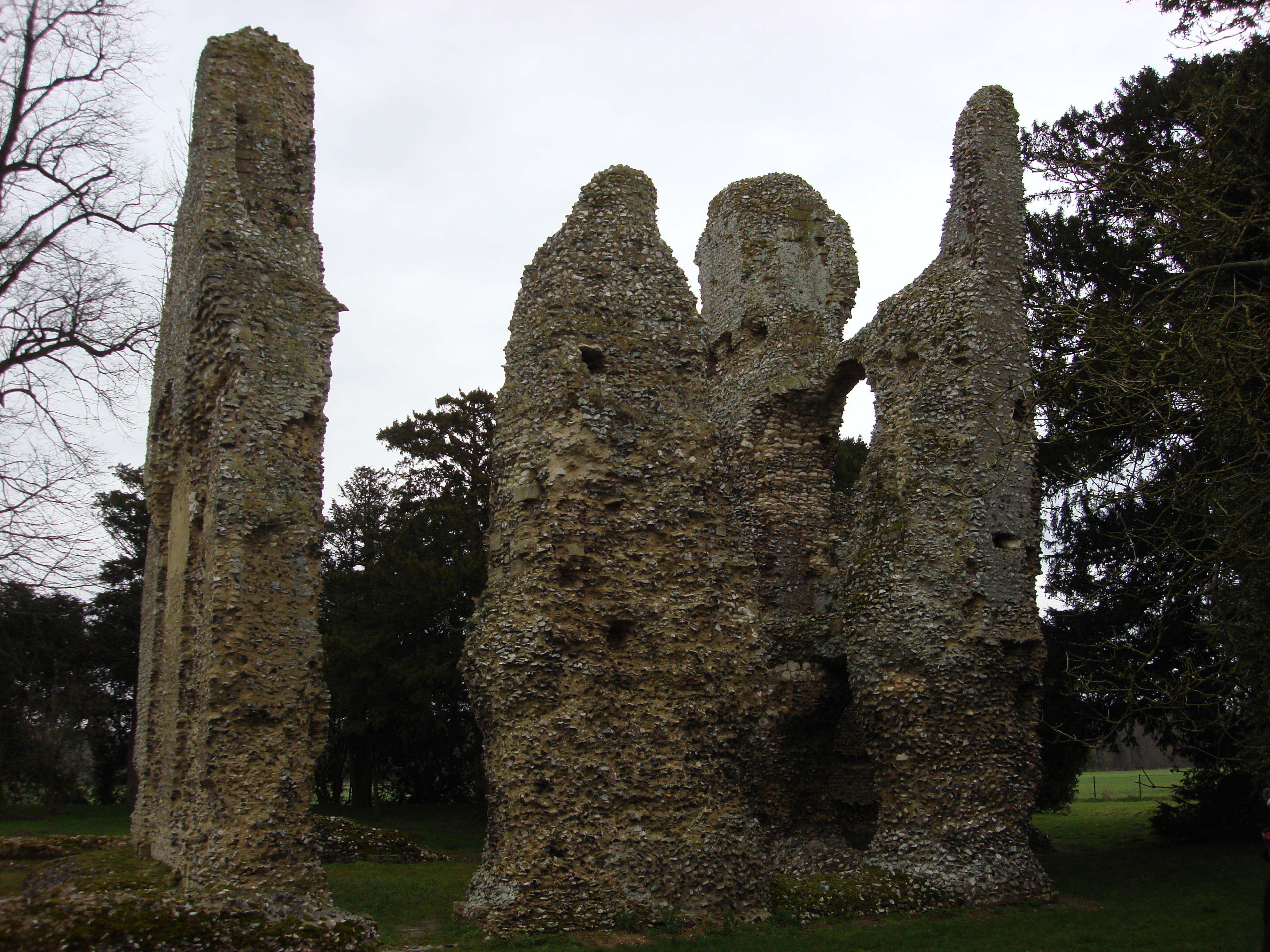
Ruines du château de Weeting

- la chapelle de North Elmham
- le prieuré de Saint-Olaves (en)
- le prieuré de Thetford
- la Warren Lodge à Thetford
- le château de Weeting

### Suffolk
- l’abbaye de Bury St Edmunds
- le château de Framlingham
- le fort Landguard (en)
- l’abbaye de Leiston (en)
- la chapelle Saint-Jacques à Lindsey
- le pont des chevaux de bât à Moulton
- le château d’Orford
- le moulin à vent de Saxtead Green (en)

## Angleterre du Nord-Est

### Durham
- le château d’Auckland
- le château de Barnard
- le château de Bowes
- la chaudière de cémentation de Derwentcote (en)
- l’abbaye d’Egglestone
- le monastère de Finchale (en)

### Northumberland
- le château d’Aydon
- les château, manoir et jardins de Belsay
- la caserne de Berwick-upon-Tweed
- le château de Berwick
- le prieuré de Brinkburn
- le château de Dunstanburgh
- le château d’Edlingham
- le château d’Etal (en)
- plusieurs parties du mur d’Hadrien
- le monastère (en) de Lindisfarne
- le château de Norham
- le château de Prudhoe
- le château de Warkworth
- l’hermitage de Warkworth (en)

### Redcar et Cleveland
- le prieuré de Gisborough[1]

### Tyne and Wear
- la maison Bessie Surtees (en)
- plusieurs parties du mur d’Hadrien
- le château de Hylton
- l’abbaye de Wearmouth-Jarrow
- les château de Tynemouth (en)

## Angleterre du Nord-Ouest

### Cheshire
- le château de Beeston
- le château de Chester
- l’amphithéâtre de Chester
- les croix de Sandbach
- Lyme Park

### Cumbria
- le fort romain d’Ambleside : Galava
- le pont de Bow
- le château de Brough
- le château de Brougham
- le château de Carlisle
- le cromlech de Castlerigg
- la maison forte de Clifton
- le pilier de la Comtesse (Countess Pillar)
- l’abbaye de Furness
- plusieurs parties du mur d’Hadrien
- le fort romain de Hardknott : Mediobogdum
- la Table ronde du roi Arthur (King Arthur's Round Table), une henge néolithique
- le prieuré de Lanercost
- la henge de Mayburgh
- le château de Penrith
- le château de Piel
- le fort romain de Ravenglass : Glannoventa
- l’abbaye de Shap
- la fabrique de bobines de Stott Park
- le prieuré de Wetheral

### Lancashire
- la chapelle Goodshaw (Goodshaw Chapel) à Crawshawbooth (en)
- l’abbaye de Sawley
- l’ancien presbytère de Warton
- l’abbaye de Whalley

## Angleterre du Sud-Est

### Berkshire
- le château de Donnington

### Hampshire
- le palais de Bishop's Waltham (en)
- le château de Calshot (en)[2]
- les tumuli de Flowerdown (en)
- le fort Brockhurst (en)
- le fort Cumberland
- le château de Hurst (en)[2]
- la villa romaine d’Itchen Abbas (en)
- les portes du roi James et de Landport (en), à Portsmouth
- la maison de marchand médiévale (en) de Southampton
- l’abbaye de Netley
- le manoir de Northington (en)
- le château de Portchester
- l’hospice Domus Dei (en), ou « Royal Garrison Church », à Portsmouth
- la ville romaine de Calleva Atrebatum
- l’abbaye de Titchfield (en)
- le château de Wolvesey (en)

### Île de Wight
- l’Appuldurcombe House
- le château de Carisbrooke
- l’Osborne House
- l'oratoire de Sainte-Catherine
- le château de Yarmouth (en)[2]

### Kent
- l’abbaye de Bayham (en)
- le château de Deal[2]
- les miroirs acoustiques (en) de Denge
- la Down House (maison de Charles Darwin)
- le château de Douvres
- la tour Martello de Dymchurch
- le château d’Eynsford
- la Stone Chapel de Faversham (en)
- le tumulus Kit's Coty (en)
- l’église des Chevaliers du Temple et le manoir de Temple Ewell
- le tumulus Countless Stones (en) (ou Little Kit's Coty House)
- la villa romaine de Lullingstone
- l’hôpital « Maison Dieu (en) » de Faversham
- la chapelle Milton à Gravesend
- le parc Mote (en)
- le manoir Old Soar (en)
- Regulbium (en), ou « fort romain de Reculver », et les tours de l’église Sainte-Marie (en) de Reculver
- Rutupiæ, ou « fort romain de Richborough »
- le château de Rochester
- l’abbaye Saint-Augustin de Cantorbéry
- la croix Saint-Augustin de Minster-in-Thanet
- la tour Saint-Léonard de West Malling
- le château de Sutton Valence
- le château d’Upnor (en)
- le château de Walmer (en)[2]
- les Western Heights (en) de Douvres

### Oxfordshire
- le County Hall (en) d’Abingdon, aujourd’hui un musée
- le château de Deddington (en)
- le manoir de Minster Lovell (en) et son pigeonnier
- le puits de North Hinksey (en)
- l’une des deux villas romaines de North Leigh
- les pierres de Rollright (en) (Rollright Stones)
- la chapelle Saint-Michael de Rycote (en)
- le tumulus Wayland's Smithy (en)
- le castro d’Uffington (en)
- le Cheval blanc d’Uffington, et la colline du Dragon (en) voisine

### Surrey
- le château de Farnham
- l’abbaye de Weverley

### Sussex de l’Est
- l’abbaye de Battle, et le site de la bataille d’Hastings
- le château de Camber[2]
- le château de Pevensey

### Sussex de l’Ouest
- le prieuré de Boxgrove
- le château de Bramber

## Angleterre du Sud-Ouest

### BristoletBath
- le monument de Bevil-Grenville (en)
- les cromlechs de Stanton Drew (en)
- le tumulus Stoney Littleton Long Barrow (en)
- l’église du Temple de Bristol (en)

### Cornouailles
- le cairn de Ballowall (en)
- le tumulus Carn Euny (en)[3]
- le village romain de Chysauster (en)[4]
- le puits de Dupath (en)[3]
- le Halliggye Fogou (en)[3], [5]
- le cromlech des Hurleurs[3]
- la Pierre du roi Doniert (en)
- le château de Launceston
- le château de Pendennis[2]
- le manoir médiéval de Penhallam
- le château de Restormel
- le menhir de Saint-Breock[3]
- le château Sainte-Catherine (en)[3],[2]
- le château de Saint-Mawes (en)[2]
- le château de Tintagel
- la chambre funéraire de Tregiffian (en)[3]
- le dolmen de Trethevy (en)[3]

### Devon
- le fort de la baie de Bayard (en) à Dartmouth
- le château de Berry Pomeroy
- le castro de Blackbury (en)
- le château de Dartmouth
- le site de Grimspound, daté de l’âge du bronze
- le village médiéval du chaos de Hound Tor (en) du parc naturel du Dartmoor
- la Kirkham House (en), une maison médiévale à Paignton
- le château et la ville saxonne de Lydford
- les mégalithes de Merrivale (en)
- le château d’Okehampton
- la citadelle royale (en) de Plymouth
- le château de Totnes
- les sites archéologiques de la Upper Plym Valley (en)

### Dorset
- l’abbaye d’Abbotsbury (en)
- le château de Christchurch (en)
- le manoir Fiddleford (en)
- le temple romain de Jordan Hill (en)
- le cromlech de Kingston Russell
- la henge et l’église de Knowlton (en)
- le château de Lulworth
- le Maiden Castle
- le cromlech dit The Nine Stones (« Les Neuf Pierres »)
- le château de Portland (en)[2]
- la chapelle Sainte-Catherine d’Abbotsbury
- l’ancien château de Sheborne (voir l’article consacré au « nouveau »)
- Winterbourne Poor Lot Barrows

### Gloucestershire
- Belas Knap
- le monastère dominicain de Gloucester (en)
- l’amphithéâtre de Cirencester (en)
- la villa romaine de Great Witcombe (en)
- le monastère franciscain de Gloucester (en)
- l’abbaye de Hailes
- l’abbaye de Kingswood
- le tumulus de Notgrove (en)
- le tumulus de Nympsfield (en)
- la chapelle d’Odda (en)
- la digue d’Offa
- l’Over Bridge (en)
- le château de Saint-Briavels (en)
- l’église Sainte-Marie de Kempley
- le castro d’Uley Bury (en)
- le tumulus Uley Long Barrow (en)
- le tumulus de Windmill Tump

### Somerset

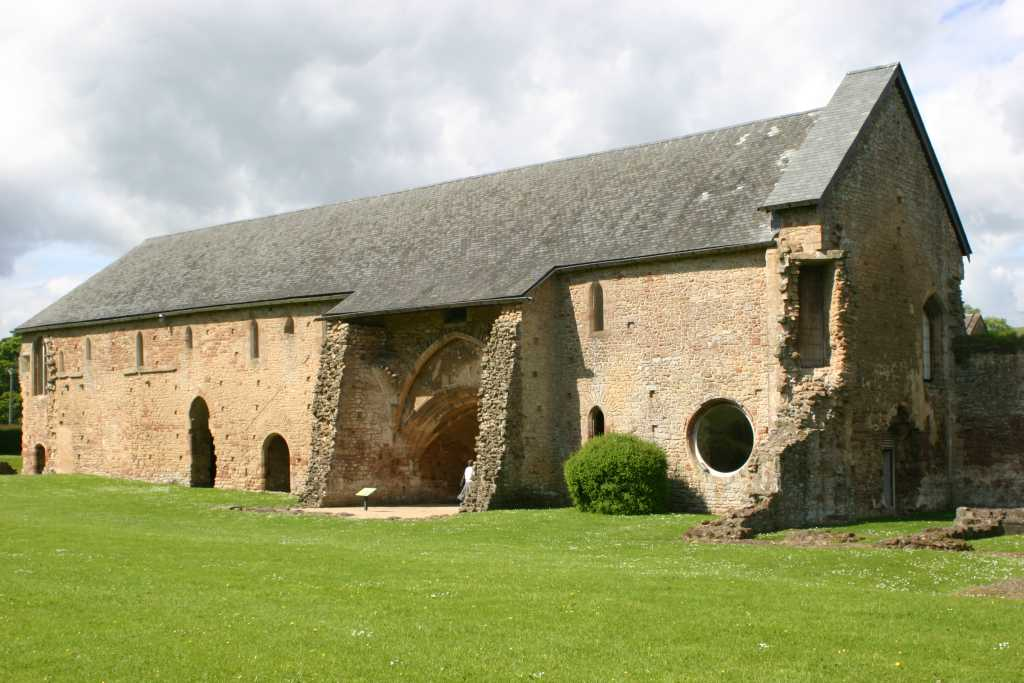
Le dortoir de l’abbaye de Cleeve

- la croix de Butter à Dunster
- l’abbaye de Cleeve
- le château de Farleigh Hungerford (en)
- le pont Gallox à Dunster
- le tribunal de Glastonbury
- la Meare Fish House
- l’abbaye de Muchelney
- le château de Nunney
- le marché Yarn à Dunster
- le Château de Dunster

### Sorlingues
- le cairn de Bant (en)
- le château de Cromwell (en)
- le fort Garrison Walls, sur l’île Sainte-Marie

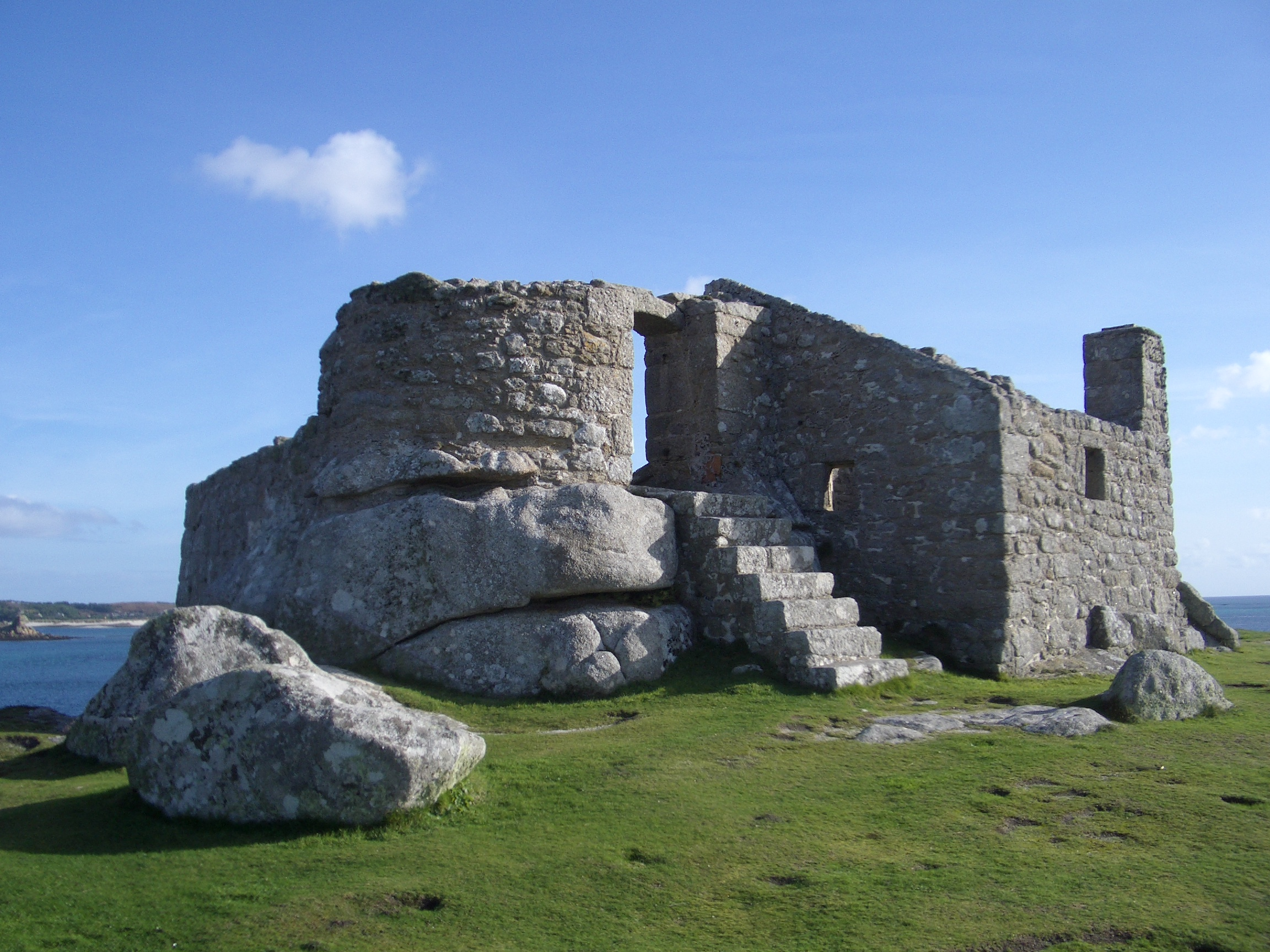
L’ancien fortin, sur l’île de Tresco

- l’ancien village d’Halangy Down et la chambre mortuaire du cairn de Bant (en), sur l’île Sainte-Marie
- le fort Harry's Walls, sur l’île Sainte-Marie
- les tombes d’Innisidgen (en)
- le château du roi Charles (en)
- l’ancien fortin, sur l’île de Tresco
- les tombes de Porth Hellick Down (en)

### Wiltshire
- le musée consacré à l’archéologue Alexander Keiller
- le site néolithique d’Avebury
- le cromlech d’Avebury
- la grange dimière de Bradford-on-Avon
- le castro de Bratton
- la chapelle de Chisbury (en)
- le tertre de Hatfield
- le château et la croix de Ludgershall
- le colombier de Netheravon
- Old Sarum, castro et premier site de peuplement de Salisbury
- le château de Wardour
- Le Sanctuaire (en), un site préhistorique non loin de Marlborough
- Silbury Hill, tumulus près d’Avebury
- le site de Stonehenge
- la Kennet Avenue, un alignement de pierres
- le tumulus de West Kennet
- le Cheval blanc de Westbury
- le cromlech Windmill Hill à Avebury
- le site de Woodhenge

## Grand Londres
- l’Apsley House
- la maison du chapitre et la chambre Pyx à l’abbaye de Westminster
- la Chiswick House
- le conduit de Coombe (Coombe Conduit), qui amenait l’eau au château de Hampton Court
- le palais d’Eltham
- la Jewel Tower (en) (« Tour des Joyaux »)
- la Kenwood House
- le mur de Londres
- la villa Marble Hill
- la Ranger's House
- l’arc de Wellington
- le palais de Winchester (en)

## Midlands de l’Est

### Derbyshire
- Arbor Low, une henge dans le parc national de Peak District
- le château de Bolsover
- la Bolsover Cundy House (en), une construction qui acheminait l’eau au château de Bolsover
- le Hardwick Hall
- le tumulus Hob Hurst's House (en)
- les Nine Ladies (en) (« Neuf Dames »), un cromlech à Stanton Moor (en)
- le château de Peveril à Castleton
- Renishaw Hall
- la résidence de Sutton Scarsdale (en)
- le manoir de Wingfield (en)

### Leicestershire
- le château d’Ashby-de-la-Zouch
- le mur de Jewry (en), à Leicester, ayant peut-être appartenu aux bains romains
- le château de Kirby Muxloe

### Lincolnshire(partie)
- le château de Bolingbroke
- le manoir de Gainsborough (en)
- le palais épiscopal de Lincoln
- le moulin à vent du Marchand (en) de Sibsey
- le Tattershall College (en)
- l’abbaye de Thornton (en)

### Northamptonshire
- le manoir d’Apethorpe (en)
- le collège Chichele (Chichele College)
- la croix Éléonore (en), à Geddington, construite en mémoire d’Éléonore de Castille par Édouard Ier
- le Kirby Hall
- la loge triangulaire (en) de Rushton

### Nottinghamshire
- le prieuré de Mattersey (en)
- l’abbaye de Rufford

### Rutland
- la Lyddington Bede House (en)

## Midlands de l’Ouest

### Herefordshire
- la Pierre d’Arthur
- l’ancienne église d’Edvin Loach
- le château de Goodrich
- le château de Longtown (en)
- le moulin à eau de Mortimer's Cross (en)
- la chapelle de Rotherwas (en)
- le château de Wigmore (en)

### Midlands de l'Ouest
- l’abbaye d’Halesowen (en)

### Shropshire
- le château d’Acton Burnell
- la résidence Boscobel (en) et le Royal Oak
- l’abbaye de Buildwas
- le pont de Cantlop (en)
- le château de Clun (en)
- l’abbaye de Haughmond (en)
- l’Iron Bridge
- la chapelle Langley (en)
- l’abbaye de Lilleshall
- le cromlech Mitchell's Fold (en)
- le château de Moreton Corbet
- le castro d’Old Oswestry (en), proche d’Oswestry
- le château de Stokesay
- le prieuré de Much Wenlock
- le prieuré des Dames blanches (en)
- les ruines romaines de Viroconium

### Staffordshire
- les ruines romaines de Letocetum (en)
- l’abbaye de Croxden

### Warwickshire
- le château de Kenilworth

### Worcestershire
- la grange de Leigh Court (Leigh Court Barn)
- le tribunal de Witley (en)

## Yorkshire-et-Humber

### Lincolnshire(partie)
- le village médiéval de Gainsthorpe (en)
- l’église Saint-Pierre (en) de Barton-sur-Humber

### Yorkshire de l’Est
- le manoir de Burton Agnes (en)
- l’église de Howden (en), ayant le titre honorifique de minster
- le château de Skipsea (en)

### Yorkshire du Nord
- la ville romaine d’Isurium Brigantum à Aldborough
- l’abbaye de Byland
- le château d’York et la tour de Clifford
- l’abbaye d’Easby (en)
- l’abbaye de Fountains
- le château de Helmsley
- le prieuré de Kirkham (en)
- la tour Marmion (en) à West Tanfield
- le château de Middleham
- le prieuré de Mount Grace
- le château de Pickering
- le pont romain de Piercebridge (en)
- le château de Richmond
- l’abbaye de Rievaulx
- l’église Sainte-Marie dans le parc de Studley Royal, entourant l’abbaye de Fountains
- le château de Scarborough
- le château de Spofforth
- les fortifications de l'âge du fer de Stanwick
- la porte de Steeton Hall, non-loin de South Milford
- le village médiéval de Wharram Percy
- la voix romaine de Wheeldale
- l’abbaye de Whitby
- le bunker de York (en), de l’époque de la Guerre froide

### Yorkshire du Sud
- le Brodsworth Hall et ses jardins
- le château de Conisbrough
- le prieuré de Monk Bretton
- l’Abbaye de Roche